# Ломоватка (приток Пожвы)
Ломоватка — река в России, протекает по Пермскому краю. Устье реки находится в 8,8 км по левому берегу реки Пожвы. Длина реки составляет 12 км.
Исток реки в лесу вблизи границы с Усольским районом в 20 км к северо-западу от посёлка Пожва. Течёт на юго-восток и юг, всё течение проходит по ненаселённому лесному массиву. Впадает в Пожву чуть выше деревни Елизавето-Пожва.
По реке Ломоватка получила название ломоватовская культура раннего средневековья.

## Данные водного реестра
По данным государственного водного реестра России относится к Камскому бассейновому округу, водохозяйственный участок реки — Кама от города Березники до Камского гидроузла, без реки Косьва (от истока до Широковского гидроузла), Чусовая и Сылва, речной подбассейн реки — бассейны притоков Камы до впадения Белой. Речной бассейн реки — Кама.
Код объекта в государственном водном реестре — 10010100912111100007765.